# Zero Assoluto

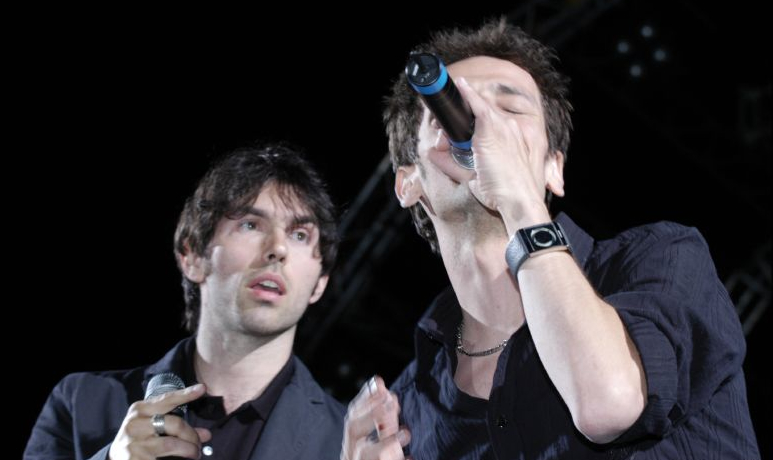
Zero Assoluto

Zero Assoluto is een Italiaanse muziekgroep, afkomstig uit de stad Rome. 
De groep wordt gevormd door Thomas De Gasperi (Rome, 24 juni 1977) en Matteo Maffucci (Rome, 28 mei 1978) die elkaar op het Lyceum leerde kennen. In 1999 brengt het duo hun eerste single Ultimo capodanno uit. Een jaar later beginnen Thomas en Matteo met het presenteren van het programma Terzo Piano, Interno B op de televisiezender Hit Channel. 
In daarop volgende jaren worden de twee redelijk succesvolle singles Magari meno en Tu come stai uitgebracht. In 2004 scoort Zero Assoluto een grote zomerhit met Mezz'ora, later dat jaar wordt het debuuralbum Scendi uitgebracht. In 2005 scoort de band een enorme hit met Semplicemente, een nummer dat niet door de selectieprocedure voor het Festival van San Remo kwam. 
Met Svegliarsi la mattina neemt Zero Assoluto in 2006 deel aan het festival. Ze winnen het evenement niet, maar de single blijft ruim een jaar in de Italiaanse top 50 staan. Eind 2006 scoort de band een hit samen met Nelly Furtado. All Good Things (Come to an End), van het album Loose wordt in Italië in een speciale versie uitgebracht.  
Begin 2007 neemt Zero Assoluto met Appena prima di partire wederom deel aan het Festival van San Remo. Aansluitend op het festival wordt de gelijknamige tweede album uitgebracht.
In 2009 kwam Sotto una pioggia di parole uit, hun derde album, wat een groot succes werd in Italië.

## Discografie

### Albums
- Scendi (2004)
- Appena prima di partire (2007)
- Sotto una pioggia di parole (2009)

### Singles
- Ultimo capodanno (1999)
- Magari meno (2000)
- Tu come stai (2002)
- Mezz'ora (2004)
- Minimalismi (2004)
- Semplicemente (2005)
- Svegliarsi la mattina (2006)
- Sei parte di me (2006)
- All Good Things (Come to an End) (met Nelly Furtado) (2006)
- Appena prima di partire (2007)
- Per dimenticare (2009)